# Contea di Sinan (Guizhou)
La contea di Sinan (思南县S, Sīnán XiànP) è una contea della Cina, situata nella provincia del Guizhou e amministrata dalla prefettura di Tongren.